# Batteur
Pour les articles homonymes, voir batteur (homonymie).
Ne doit pas être confondu avec tambour.

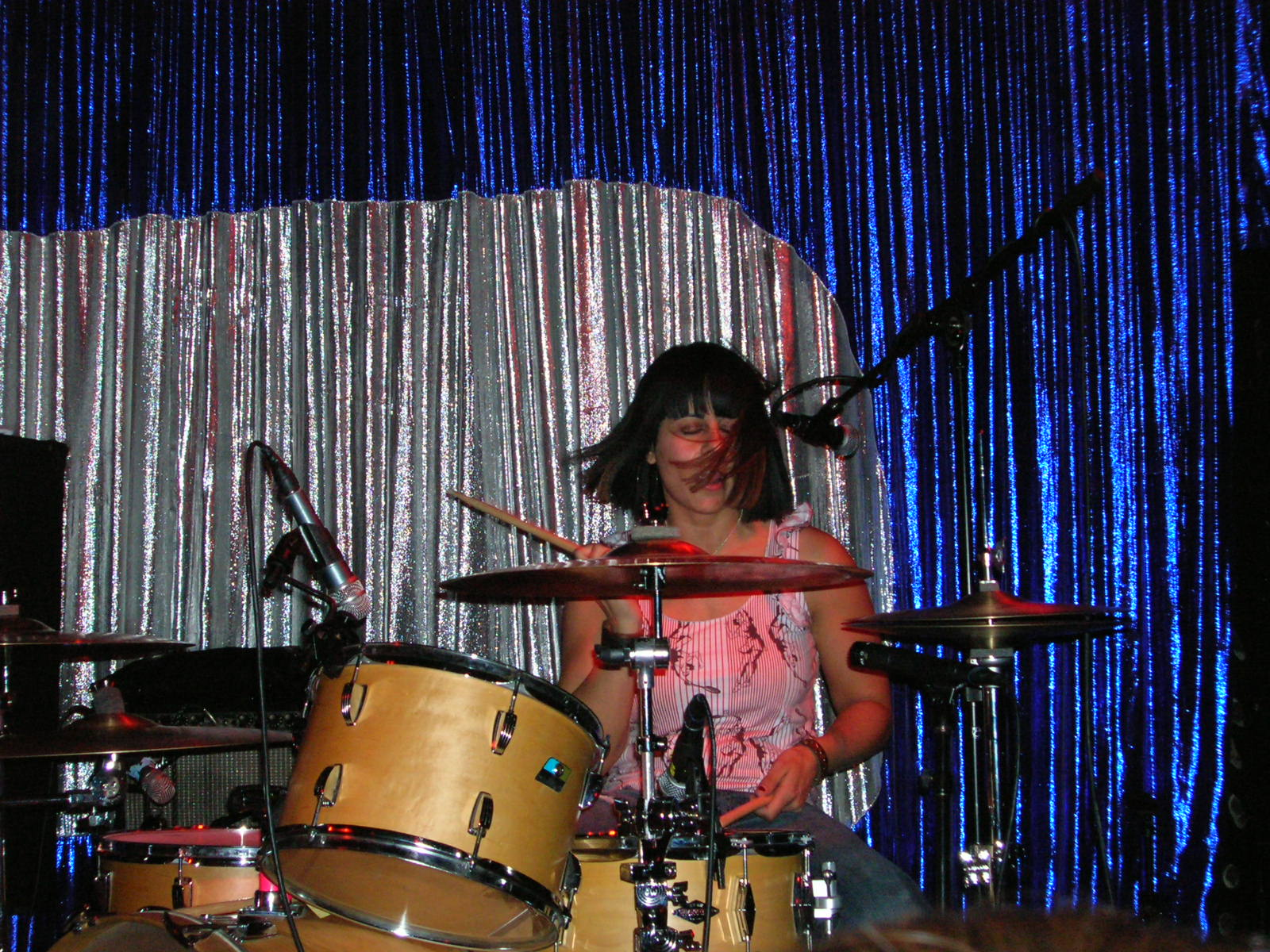
Janet Weiss, batteuse de Sleater-Kinney.

Un batteur (féminin : batteuse) est un musicien qui joue de la batterie, dans un groupe ou en solo.
Un rôle proche est celui de tambour qui désigne, par extension du nom de l'instrument, un musicien qui joue du tambour, soit avec les mains nues, soit avec des baguettes.